# À pas aveugles
À pas aveugles («Ciegos» en francés), también conocido por su título de lanzamiento en inglés From Where They Stood, es un documental de 2021 realizado por el documentalista francés Christophe Cognet que analiza las fotografías del Holocausto tomadas clandestinamente por prisioneros en los campos de concentración nazi de Dachau, Auschwitz, Mittlelbau-Dora y Buchenwald durante la Segunda Guerra Mundial. Las fotografías fueron sacadas de contrabando fuera de los campamentos y se desarrollaron durante la guerra o luego.

## Producción

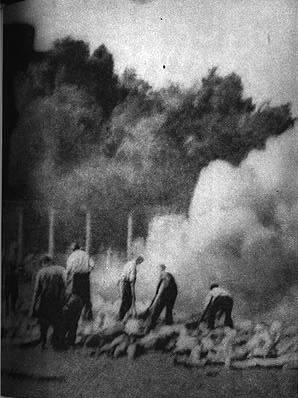
Foto recortada de cuerpos siendo incinerados en Auschwitz, que se analizó en la película.

A diferencia de otros documentales del Holocausto, que se basan en testimonios de sobrevivientes, Cognet eligió adoptar un enfoque de investigación. Examinó de cerca cada una de las fotografías para determinar con precisión dónde fueron tomadas. La película comienza mostrando fotografías tomadas en secreto por una prisionera en Dachau que trabajó como enfermera en la enfermería para prisioneros. Estos muestran los cuarteles y retratos de los prisioneros, a veces posando casualmente.
Las fotografías difieren de las fotos de los campamentos tomadas durante la guerra por los fotógrafos alemanes para fines de propaganda, y fotos tomadas justo después de la liberación de las fuerzas aliadas. Estas fueron fotos de prisioneros tomadas por prisioneros, con gran riesgo personal. Los fotógrafos incluyeron a los prisioneros Rudolf Cisar en Dachau, Georges Angeli en Buchenwald y Alberto Errera en Auschwitz. Algunos de los fotógrafos y sujetos eran miembros de movimientos de resistencia en los campamentos.
Algunas de las imágenes muestran a mujeres prisioneras que habían sido sometidas a experimentos médicos, y las fotografías mostraron las lesiones causadas a sus piernas por los «médicos» nazis. En un procedimiento, se inyectó gangrena en una herida abierta.
La película concluye con un examen detallado de las fotografías hechas adyacentes a una cámara de gas en Auschwitz. Las fotografías muestran a mujeres desnudas que se preparan para ser conducidas a la cámara de gas, y otras fotografías tomadas posteriores al gas, que muestran cuerpos apilados para la cremación en pozos abiertos.
La película comienza y termina con una representación de un estanque donde se habían dispuesto restos cremados, mostrando fragmentos óseos que se hicieron evidentes muchas décadas después de fuertes lluvias.
La película tuvo su estreno en los Estados Unidos en el Festival de Cine Judío de Nueva York 2022 en el Lincoln Center, con un estreno en cines de América del Norte en julio de 2022.

## Reacción crítica
The Forward lo llamó «una película extraordinaria, totalmente desconocida y sin precedentes». The New York Times dijo que «la película puede sentirse demasiado cerebral, muy como ser sumido en un seminario, y las tarjetas de texto hacen una explicación pesada. Pero el enfoque forense de Cognet insiste en conmemorar estos eventos de una manera importante y físicamente específica y, intencionalmente o no, anticipa un mundo sin ningún testigo ocular vivos a estos horrores».

## Premios
À pas aveugles ganó el Premio Spirit of Freedom al Mejor documental en el Festival de Cine de Jerusalén 2021.